# Fire Festival
O Fire Festival é um dos maiores eventos de empreendedorismo, marketing e cultura digital da América Latina. O evento acontece desde 2015 na cidade de Belo Horizonte. O Fire Festival é realizado pela Hotmart, empresa global de Tecnologia.
O objetivo do evento, desde sua primeira edição, é levantar discussões sobre tendências e práticas para promoção de negócios digitais e reúne personalidades da internet e da música, além de marcas.
Com o passar dos anos o Fire Festival cresceu, e em 2022 depois de dois anos sem edições por conta da Pandemia de COVID-19 o evento voltou em sua maior edição, com 120 atrações e 6 mil participantes. A edição de 2022 também contou com a presença do DJ Alok, a Celebridade da internet Gkay e a cantora e drag queen Gloria Groove.

## Edições do evento

#### FIRE 2015
O Fire nasceu como um evento voltado para o mercado de produtos digitais, que já vinha crescendo em 2015 e tinha o propósito de reunir cultura pop, tecnologia e setores do empreendedorismo. A primeira edição do evento foi realizada nos dias 15 e 16 de agosto de 2015 no Ouro Minas Palace Hotel, em Belo Horizonte.

#### FIRE 2016
Em 2016, o Fire voltou, dessa vez no teatro do Palácio das Artes, nos dias 30 e 31 de agosto e 1 de setembro, e recebeu representantes da Nike, Inc., Red Bull, Booking.com e outros empreendedores.

#### FIRE 2017
O Fire 2017 também aconteceu no Palácio das Artes, em Belo Horizonte, e recebeu mais de 1.600 pessoas para celebrar os destaques do marketing digital e apresentar novidades da Hotmart. A edição recebeu representantes do YouTube Brasil, Nubank e Rock Content, além dos Youtubers Pyong Lee e Lu Ferreira.

#### FIRE Festival 2018
A quarta edição transformou o evento em um festival, com palcos simultâneos e ampliando a proposta cultural. O FIRE Festival 2028 aconteceu no Palácio das Artes e no Parque Municipal, com público de mais de 2500 pessoas, entre os dias 26 e 29 de setembro. 
Entre os palestrantes estavam a cantora Anitta, Nathália Arcuri, Mairo Vergara, além de representantes da The Walt Disney Company, Real Madrid Club de Fútbol, Blizzard Entertainment, LinkedIn e Google.

#### FIRE Festival 2019
Em 2019, o FIRE Festival aconteceu entre os dias 12 e 14 de setembro, no Palácio das Artes, em Belo Horizonte.
Ao longo dos três dias, o evento recebeu cerca de 3 mil pessoas e o foco foi discutir as oportunidades que a internet oferece para quem quer empreender, tendências de marketing digital e novas práticas para a promoção de negócios digitais.
Para falar sobre esses temas, os palcos do FIRE Festival receberam Whindersson Nunes, que falou sobre a rotina de criação de conteúdo para internet, KondZilla, que expos a trajetória da empresa, os desafios do canal do YouTube e parcerias com marcas, além de Mauricio de Sousa e autoridades do mercado digital.

#### ON Fire 2021
Depois de um ano sem o evento, em 2021, o FIRE acontece em formato 100% online com o foco em trazer o empreendedorismo digital como alternativa para vencer a crise causada pela pandemia de COVID-19. 
O On Fire foi dividido em quatro palcos digitais e teve como palestrantes Seth Godin, Zé Roberto, José Vinagre e outros nomes do mercado, entre os dias 19 e 21 de outubro.

#### FIRE Festival 2022
De volta em sua maior edição presencial, a sexta edição do FIRE Festival aconteceu no Expominas, entre os dias 1 e 3 de setembro, cerca de 6 mil participantes e 120 atrações.
Com o mote “Viva tudo de novo”, a line up do Fire Festival 2022 contou com o DJ eempreendedor Alok, a influenciadora digital Gkay, a cantora e dubladora Gloria Groove, o apresentador de TV Tiago Leifert, além de grandes nomes do mercado digital, como Micha Menezes, Nathalia Arcuri e Thiago Nigro.
Estima-se que essa edição recebeu até 6 mil pessoas durante os três dias de evento e teve um impacto econômico de R$ 40 milhões.